# Barbara Cassin

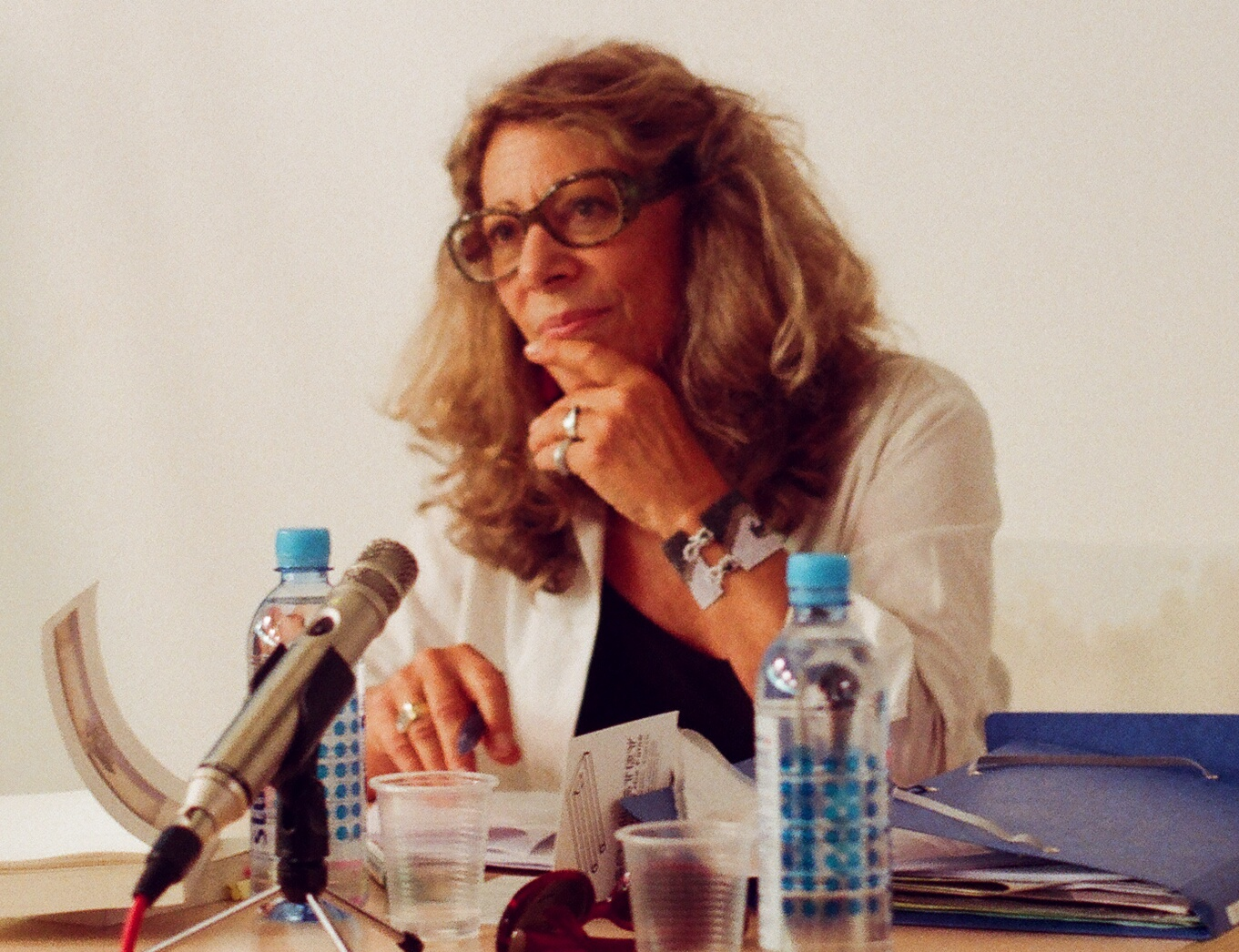
Barbara Cassin in 2014

Barbara Cassin (Boulogne-Billancourt, 24 oktober 1947) is een Franse filosofe.
Cassin is beïnvloed door Martin Heidegger en is bezig met taal. Haar hoofdwerk is Le vocabulaire européen des philosophies uit 2004 waarvoor ze optrad al coördinator. Hierin worden 4000 "onvertaalbare" woorden of uitdrukkingen behandeld vanuit de taal waarin ze ontwikkeld zijn. Cassin behandelt in dit boek 15 talen, met begrippen als "Care" (ontwikkeld door Carol Gilligan), "Dasein" (Heidegger) of "Forçage" (Alain Badiou). Ook voert ze een strijd tegen de verarming van de talen in de geglobaliseerde wereld.
Cassin ontving verschillende onderscheidingen: gouden medaille van het CNRS en ereburgerschap van São Paolo. Ze is ook lid van de Académie française.
- Bibsys: 90395689
- Biblioteca Nacional de España: XX1182366
- Bibliothèque nationale de France: cb118954496 (data)
- Catàleg d'autoritats de noms i títols de Catalunya: 981058518895506706
- CiNii: DA03013053
- Gemeinsame Normdatei: 130205044
- International Standard Name Identifier: 0000 0001 0927 0312
- Library of Congress Control Number: n82100396
- Nationale Bibliotheek van Letland: 000028465
- Bibliotheek van het Japanse parlement: 031266007
- Nationale Bibliotheek van Tsjechië: jo2015871048
- Nationale bibliotheek van Australië: 36549009
- Nationale Bibliotheek van Israël: 987007520600105171
- Nationale en Universitaire bibliotheek Zagreb: 000669404
- Nederlandse Thesaurus van Auteursnamen: 070025916
- ORCID: 0000-0002-9587-0812
- Réseau des bibliothèques de Suisse occidentale: 02-A003082299
- Istituto Centrale per il Catalogo Unico: MILV058193
- Système universitaire de documentation: 026770954
- Trove: 1286277
- Virtual International Authority File: 94844681
- WorldCat: E39PCjHDKh48KhGvxxxC9F6qPP